# اوسکویتس استفانیا
اوسکویتس استفانیا (انگلیسی: Oskitz Estefanía؛ زادهٔ ۱۲ اکتبر ۱۹۸۶) بازیکن فوتبال اهل اسپانیا است.
از باشگاه‌هایی که در آن بازی کرده‌است می‌توان به باشگاه فوتبال ایبار و باشگاه فوتبال رئال سوسیداد اشاره کرد.
وی همچنین در تیم‌های ملی فوتبال زیر ۱۶ سال اسپانیا و زیر ۱۷ سال اسپانیا بازی کرده‌است.